# Tatjana Mlečenkova
Tatjana Mlečenkova (in bulgaro Татяна Млеченкова?; Gorna Orjahovica, 10 agosto 1962) è un'ex cestista bulgara.

## Carriera
Con la Bulgaria ha disputato i Campionati europei del 1980.